# Supercopa de España 1999
La Supercopa de España 1999 è stata la sedicesima edizione della Supercoppa di Spagna.
Si è svolta nell'agosto 1999 in gara di andata e ritorno tra il Barcellona, vincitore della Primera División 1998-1999, e il Valencia, vincitore della Coppa del Re 1998-1999.
A conquistare il titolo è stato il Valencia che ha vinto la gara di andata a Valencia per 1-0 e ha pareggiato quella di ritorno a Barcellona per 3-3.

## Partecipanti
| Squadre    | Qualificazione                             | Partecipazioni precedenti (il grassetto indica la vittoria)           |
| ---------- | ------------------------------------------ | --------------------------------------------------------------------- |
| Barcellona | Vincitore della Primera División 1998-1999 | 11 (1983, 1985, 1988, 1990, 1991, 1992, 1993, 1994, 1996, 1997, 1998) |
| Valencia   | Vincitore della Coppa del Re 1998-1999     | Nessuna                                                               |

## Tabellini

### Andata
| Arbitro: | García-Aranda |

|           |           |  |
| López 87’ | Marcatori |  |

| Valencia | Barcellona |

| Valencia:     |    |                     |     |     |
|               |    |                     |     |     |
| P             | 1  | Santiago Cañizares  | 15’ |     |
| D             | 20 | Jocelyn Angloma     |     |     |
| D             | 3  | Joachim Björklund   |     |     |
| D             | 5  | Miroslav Đukić      |     |     |
| D             | 15 | Amedeo Carboni      |     | 79’ |
| C             | 23 | David Albelda       |     |     |
| C             | 10 | Miguel Ángel Angulo |     |     |
| C             | 6  | Gaizka Mendieta (c) |     |     |
| C             | 8  | Francisco Farinós   |     | 77’ |
| A             | 7  | Claudio López       |     |     |
| A             | 11 | Adrian Ilie         |     | 69’ |
| Sostituzioni: |    |                     |     |     |
| A             | 17 | Juan Sánchez        |     | 69’ |
| C             | 9  | Óscar               |     | 77’ |
| D             | 24 | Daniel Fagiani      |     | 79’ |
| Allenatore:   |    |                     |     |     |
| Héctor Cúper  |    |                     |     |     |

| Barcellona:    |    |                     |     |     |
|                |    |                     |     |     |
| P              | 1  | Ruud Hesp           |     |     |
| D              | 2  | Michael Reiziger    | 18’ |     |
| D              | 22 | Frank de Boer       |     |     |
| D              | 12 | Sergi Barjuan       |     |     |
| C              | 4  | Josep Guardiola (c) |     | 50’ |
| C              | 21 | Luis Enrique        |     |     |
| C              | 8  | Phillip Cocu        | 72’ | 75’ |
| C              | 10 | Jari Litmanen       |     |     |
| A              | 7  | Luís Figo           |     |     |
| A              | 23 | Boudewijn Zenden    |     | 60’ |
| A              | 9  | Patrick Kluivert    |     |     |
| Sostituzioni:  |    |                     |     |     |
| D              | 3  | Frédéric Déhu       |     | 50’ |
| C              | 20 | Simão Sabrosa       |     | 60’ |
| C              | 28 | Gabri               |     | 75’ |
| Allenatore:    |    |                     |     |     |
| Louis van Gaal |    |                     |     |     |

### Ritorno
| Arbitro: | López Nieto |

|                                 |           |                                     |
| Kluivert 13’ 62’ R. de Boer 20’ | Marcatori | 15’ Albelda 53’ Sánchez 66’ Farinós |

| Barcellona | Valencia |

| Barcellona:    |    |                     |     |     |
|                |    |                     |     |     |
| P              | 1  | Ruud Hesp           |     |     |
| D              | 2  | Michael Reiziger    |     |     |
| D              | 22 | Frank de Boer       |     |     |
| D              | 12 | Sergi Barjuan       |     |     |
| C              | 4  | Josep Guardiola (c) |     | 75’ |
| C              | 6  | Ronald de Boer      |     | 71’ |
| C              | 8  | Phillip Cocu        |     |     |
| C              | 21 | Luis Enrique        | 24’ | 73’ |
| A              | 7  | Luís Figo           | 63’ |     |
| A              | 31 | Nano                |     |     |
| A              | 9  | Patrick Kluivert    |     |     |
| Sostituzioni:  |    |                     |     |     |
| C              | 28 | Gabri               |     | 71’ |
| A              | 19 | Dani                |     | 73’ |
| C              | 23 | Boudewijn Zenden    |     | 75’ |
| Allenatore:    |    |                     |     |     |
| Louis van Gaal |    |                     |     |     |

| Valencia:     |    |                     |          |     |
|               |    |                     |          |     |
| P             | 1  | Santiago Cañizares  | 63’      |     |
| D             | 20 | Jocelyn Angloma     |          |     |
| D             | 3  | Joachim Björklund   |          |     |
| D             | 5  | Miroslav Đukić      |          |     |
| D             | 15 | Amedeo Carboni      | 50’      |     |
| C             | 23 | David Albelda       | 37’, 84’ |     |
| C             | 10 | Miguel Ángel Angulo |          | 78’ |
| C             | 6  | Gaizka Mendieta (c) |          |     |
| C             | 8  | Francisco Farinós   |          |     |
| A             | 17 | Juan Sánchez        |          | 64’ |
| A             | 7  | Claudio López       |          |     |
| Sostituzioni: |    |                     |          |     |
| C             | 18 | Kily González       |          | 64’ |
| C             | 14 | Gerard              |          | 78’ |
| Allenatore:   |    |                     |          |     |
| Héctor Cúper  |    |                     |          |     |